# Аце Янов
Аце Христов Янов е български общественик от Македония.

## Биография
Аце Янов е роден в 1855 година в град Прилеп, тогава в Османската империя. Заедно с Константин Небреклиев взима дейно участие във възобновяването на българското читалище „Надежда“ в 1874 година, от когато е и секретар на читалището.
През 1917 година подписва Мемоара на българи от Македония от 27 декември 1917 година.
Димитър Талев пише за Янов:
| „ | Той беше човек уважаван от всички, доста просветен за времето си и един от малцината в прилепската чаршия, които неотдавна бяха отказали да подпишат една верноподаническа декларация до сръбския крал, която сръбски четници с ножове на пушките си разнасяха от дюкян на дюкян за подпис. | “ |